# Родна кућа Јована Стерије Поповића
Родна кућа Јована Стерије Поповића се налази у Вршцу, на Тргу светог Теодора Вршачког 11, саграђена је 1868. године и представља непокретно културно добро као споменик културе од великог значаја.
Садашња кућа је саграђена на месту старије породичне куће из 18. века у којој је рођен Јован Стерија Поповић (1806–1856). Има приземље са локалом, спрат са стамбеним просторијама и дворишни део, који је касније саграђен. Кућу је 1871. године Стеријин брат Ђорђе Поповић наменио за потребе младих књижевника и стипендирање ученика и студената као део фонда који и данас служи тој намени. Од 2011. године у њој се налази изложбена поставка посвећена једном од најзначајнијих комедиографа код нас, са аутентичним намештајем које је писац користио, документима и фотографијама.